# Estela da Carniceira
A Estela da Carniceira é um monumento funerário da Idade do Bronze, encontrado no concelho de Aljustrel, na região do Alentejo, em Portugal.

## Descrição e história
Consiste numa estela funerária monolítica em grauvaque, de forma sensivelmente triangular, estando danificada na parte do espigão. Apresenta cinco elementos ornamentais em relevo, representando, da esquerda para a direita, um arco, um machado, três escopros ou goivas, e um elemento ancoriforme. Todos estão ligados às artes da guerra e eram conhecidos como símbolos de prestígio, podendo indicar que marcava a sepultura de um guerreiro. Este tipo de peças eram normalmente colocadas junto da sepultura de algum elemento importante da comunidade, não sendo utilizadas como tampa da sepultura. Podiam também ter algum significado como marco territorial.
Foi provavelmente elaborada durante a época da Idade do Bronze Médio, igualmente conhecido como Bronze Pleno do Sudoeste, correspondendo um período entre 1600 a.C. a 1200 a.C  Foi encontrada em 2003, durante trabalhos agrícolas nas imediações do Monte da Carniceira, uma elevação perto da Ribeira do Roxo e do Barranco de Vale de Fornos, na freguesia de São João de Negrilhos. Foi depois entregue a um arqueólogo, que a conservou na sua posse durante muitos anos, alegadamente para o seu estudo, tendo o governo imposto um processo judicial para a sua devolução. Após o tribunal ter sentenciado a sua entrega ao governo, foi recuperada por agentes da Guarda Nacional Republicana, acompanhados por uma funcionária da Direcção Regional de Cultura do Alentejo.
A estela é considerada uma peça de grande interesse do ponto de vista arqueológico, não só devido à variedade de motivos decorativos que ostenta, mas também devido à grande raridade de peças deste tipo que se conhecem da Idade do Bronze Médio. Com efeito, até 2022 tinham sido identificadas apenas cerca de trinta estelas daquele período nas regiões meridionais da Península Ibérica, tendo a grande maioria sido no Baixo Alentejo. Três destas foram encontradas no concelho de Aljustrel, um das quais na freguesia de Ervidel e duas em São João de Negrilhos, incluindo a da Carniceira.
Em Janeiro de 2019 foi apresentada publicamente como parte do acervo do Museu Municipal de Aljustrel, na sequência da assinatura de um contrato de depósito com a Direcção Regional de Cultura do Alentejo. De forma a fazer o estudo científico da estela, a autarquia convidou os técnicos responsáveis pela investigação do sítio arqueológico do Outeiro do Circo, Miguel Serra e Eduardo Porfírio, em conjunto com Artur Martins, director pelo Museu Municipal de Aljustrel.